# Maria Elisabetta Carlotta của Sardegna
Maria Elisabetta Carlotta của Sardegna (16 tháng 7 năm 1752 – 17 tháng 4 năm 1753) là Vương nữ Sardegna, con gái của Vittorio Amadeo III của Sardegna và María Antonia Fernanda của Tây Ban Nha.